# Фёдоров, Иван Евграфович
Ива́н Евгра́фович Фёдоров (10 [23] февраля 1914, Харьков — 12 февраля 2011, Москва) — советский лётчик-истребитель, лётчик-испытатель, Герой Советского Союза (05.03.1948), полковник (28.05.1944).

## Биография

### Ранние годы
Родился в городе Харькове (Украина) в семье рабочего. В тот момент в обозе трудилась по найму его мать — Надежда Ивановна. Постоянным местом жительства родителей была станица Каменская (ныне город Каменск-Шахтинский). Однако в паспорте как место рождения по ошибке записан город Харьков. До 1918 года Иван жил с родителями в окружной станице Каменской.
С 1918 года жил в городе Луганск (Украина). В 1921—1927 годах беспризорничал.
В 1928 году окончил школу за 5 классов, в 1930 году — вечерний рабфак при Донецком институте народного образования, в 1931 году — школу ФЗУ, в 1932 году — 1-й курс Луганского педагогического института. Работал на паровозостроительном заводе в Луганске: слесарем-инструментальщиком (в 1929—1930 годах), помощником машиниста и машинистом маневрового паровоза (в 1930—1932 годах). С 1929 года без отрыва от производства занимался в Луганской школе Осоавиахима, летал на планерах.

### Военная служба
21 февраля 1932 года, как ударник производства был командирован на учёбу в 11-ю военную школу пилотов в городе Луганск. По её окончании в августе 1933 года получил назначение в 35-ю истребительную авиаэскадрилью 59-й истребительной авиабригады ВВС УВО в город Житомир, где проходил службу младшим лётчиком и командиром звена.
С мая 1937 по февраль 1938 года в должности командира звена принимал участие в национально-революционной войне в Испании. 17 июня 1937 года он сбил свой первый самолёт. По официальным данным, опубликованным в последних изданиях, в небе Испании И. Е. Фёдоров совершил более 150 боевых вылетов, лично сбил 2 самолёта «Савойя-79» в районе Картахены. У самого Ивана Евграфовича сохранились записи только за 7 месяцев боёв в Испании, что составило 131 боевой вылет, с общим налётом в 160 часов 40 минут. За мужество и героизм, проявленные при выполнении специального задания правительства, был награждён двумя орденами Красного Знамени (28.10.1937, 2.03.1938).
После возвращения в СССР в марте 1938 года капитан Фёдоров назначен командиром эскадрильи 17-го истребительного авиаполка в 59-ю истребительную авиабригаду ВВС КОВО. За короткое время вывел эскадрилью на 1-е место в части, после чего в июне того же года он был назначен помощником командира полка, а с 10 октября 1938 года вступил в командование этим полком. С января по сентябрь 1939 года проходил обучение на Липецких авиационных курсах усовершенствования ВВС РККА, затем был направлен в город Великие Луки на формирование 42-го особого истребительного авиаполка в составе 17-й истребительной авиабригады ВВС Калининского ВО. 21 августа 1937 года был легко ранен в аварии на посадке, но вернулся в строй. С мая 1940 года исполнял должность летчика-испытателя на авиазаводе № 21 в город Горький.
С ноября 1940 года майор Фёдоров находился в правительственной командировке в Китае в городе Урумчи, где был летчиком-испытателем и начальником летно-испытательной станции завода № 600 на котором собирались истребители И-16 для китайских ВВС. В мае 1941 года, после катастрофы лётчика-испытателя С. Н. Викторова, он был снят с этой должности и остался работать на заводе рядовым лётчиком-испытателем.

### Великая Отечественная война
С началом войны в прежней должности. В феврале 1942 года майор Фёдоров вернулся на авиазавод № 21 имени С. Орджоникидзе в городе Горький, где испытывал серийные истребители ЛаГГ-3. В июле 1942 года, перегоняя ЛаГГ-3 на фронт, самовольно остался на Калининском фронте.
26 июля перевелся на должность старшего инспектора по технике пилотирования управления 3-й воздушной армии Калининского фронта. В период с 12 августа по 7 сентября 1942 года одновременно командовал группой лётчиков-штрафников, затем исполнял должность командира 157-го истребительного авиационного полка этой воздушной армии. В этих должностях участвовал в Ржевско-Сычевской и Великолукской наступательных операциях. 23 сентября 1942 года в одиночку над аэродромом Бошарово вел воздушный бой против 24 самолётов противника (18 Ю-88 и 6 Ме-109), в котором сбил 1 и подбил 2 самолёта противника (все три — Ю-88).В сентябре 1942 года ранен в лицо и ноги. 27 декабря 1942 года Фёдоров назначен заместителем командира 256-й истребительной авиадивизии. В марте 1943 года участвовал с ней в Ржевско-Вяземской наступательной операции.
Приказом ВС Калининского фронта № 21 от 05.01.1943 майор Фёдоров награждён орденом Отечественной войны 1-й степени за 82 боевых вылета, 6 воздушных боев, 5 подбитых и 6 сбитых самолётов противника: 3 Ю-88 и 3 Ме-109 (1 в группе и 5 — лично).
В 1942 году вступил в ВКП(б). С 1 апреля 1943 назначен командиром 273-й истребительной авиадивизии, находившейся в резерве Ставки ВГК. В мае дивизия вошла в состав 6-го истребительного авиакорпуса 16-й воздушной армии Центрального фронта и участвовала в Курской битве, битве за Днепр, Гомельско-Речицкой наступательной операции. Её части вели боевую работу на орловско-курском направлении, в районах городов Бахмач, Кромы, Севск, Глухов, Конотоп, Нежин, Чернигов и Гомель. За успешное выполнение заданий командования ей было присвоено наименование «Гомельская».
Приказом ВС Белорусского фронта № 74/н от 16.12.1943 полковник Федоров награждён орденом Александра Невского за успешное командование дивизией, продуктивную боевую работу (243 подтверждённых сбитых летчиками дивизии самолёта противника), 3 сбитых Ю-88, 1 До-217 и 3 Ме-109 лично и 10 боевых вылетов на сопровождение бомбардировщиков. Общий налет на момент награждения составил 8700 часов.
В начале июня 1944 года «за неудовлетворительную работу» полковник Фёдоров был отстранен от должности и назначен с понижением до заместителя командира 269-й истребительной авиационной Новгородской Краснознамённой дивизии 14-й воздушной армии 3-го Прибалтийского фронта. В её составе принимал участие в освобождении Прибалтики, в Тартуской и Рижской наступательных операциях. Приказом ВС 3-го Прибалтийского фронта № 464/н от 14.10.1944 года полковник Федоров И. Е. награждён орденом Отечественной войны 2-й степени за умелое руководство боевыми действиями летчиков дивизии по связи, за правильное воспитание и ввод в строй молодых летчиков, за 12 боевых вылетов, совершенных с целью контроля подготовки молодых лётчиков и за суммарно 101 боевой вылет с начала войны. В наградном листе дана характеристика командиром дивизии о том, что полковник Федоров «Любит прихвастнуть прошлыми подвигами. Часто упоминает, что был снят с командования дивизией за предвзятое отношение к нему с стороны командира корпуса, в который входила его дивизия».
03.11.1944 награждён медалью «За боевые заслуги».
С 25 ноября 1944 года дивизия входила в состав 4-й воздушной армии 2-го Белорусского фронта и участвовала в Восточно-Прусской, Восточно-Померанской и Берлинской наступательных операциях. Награждён медалью «За победу над Германией» (09.05.1945).
Приказом ВС 2-го Белорусского фронта № 670/н от 06.06.1945 награждён орденом Отечественной войны 1-й степени за 12 боевых вылетов, 2 воздушных боя, в одном из них (25.04.1945 года) сбил 2 самолёта противника (ФВ-190), а также — по совокупности за 112 боевых вылета и 11 сбитых самолёта противника лично с начала войны. Командиром дивизии полковником Додоновым вновь в наградном листе упоминается излишнее хвастовство Федорова.
Награждён медалями «За освобождение Варшавы» (09.06.1945), «За взятие Берлина» (09.06.1945).

### После войны
С октября 1945 года — лётчик-испытатель ОКБ С. А. Лавочкина на авиазаводе № 81 Министерства авиапромышленности СССР. В числе первых начал испытывать отечественные реактивные истребители. Провёл испытания самолётов Ла-150, Ла-150М, Ла-150Ф, Ла-156, Ла-174ТК. В 1947 году поднял в небо и провёл испытания первого отечественного самолёта со стреловидным крылом Ла-160. В 1948 году при испытаниях самолёта Ла-168 первым в стране достиг скорости 1000 км/ч. В 1948 году поднял в небо и провёл испытания реактивного истребителя Ла-15.
За мужество и героизм, проявленные при испытании новой авиационной техники, полковнику Фёдорову Ивану Евграфовичу Указом Президиума Верховного Совета СССР от 5 марта 1948 года присвоено звание Героя Советского Союза с вручением ордена Ленина и медали «Золотая Звезда» (№ 8303).
04.08.1948 награждён орденом Красного Знамени.
В 1949—1950 годах был лётчиком — испытателем ОКБ-1, располагавшегося в городе Дубна Московской области. В 1949 году поднял в небо и провёл испытания опытного самолёта немецких конструкторов «140-Р». В 1950—1954 годах был лётчиком — испытателем Научно-исследовательского института самолётного оборудования (НИСО). Принимал участие в испытаниях различного самолётного оборудования на самолётах Як-3, Як-7Б, Як-9В, Ту-2, Ил-12, Ил-28. Лётчик-испытатель 1-го класса. В 1949 г. награждён орденом Красного Знамени.
С 24 декабря 1953 года исключен из числа прикомандированных к Министерству авиапромышленности и зачислен в распоряжение Главкома ВВС. 2 марта 1954 года уволен в запас.
В 1955—1956 годах работал в редакции журнала «Международная жизнь», в 1956—1960 годах — ответственный референт спецотдела Управления делами МИД СССР. В 1960—1963 — сотрудник посольства СССР в Тунисе, до 1974 года работал референтом в Министерстве иностранных дел СССР. Жил в Москве.
Умер 12 февраля 2011 года, похоронен на Покровском кладбище села Алабино Наро-Фоминского района Московской области.

## Список воздушных побед
| Список воздушных побед И. Е. Фёдорова (Список воздушных побед лётчика составлен по материалам наградных листов и других личных документов, в оперативных и отчётных документах сбитые самолёты, кроме отмеченных, отсутствуют) | Список воздушных побед И. Е. Фёдорова (Список воздушных побед лётчика составлен по материалам наградных листов и других личных документов, в оперативных и отчётных документах сбитые самолёты, кроме отмеченных, отсутствуют) | Список воздушных побед И. Е. Фёдорова (Список воздушных побед лётчика составлен по материалам наградных листов и других личных документов, в оперативных и отчётных документах сбитые самолёты, кроме отмеченных, отсутствуют) | Список воздушных побед И. Е. Фёдорова (Список воздушных побед лётчика составлен по материалам наградных листов и других личных документов, в оперативных и отчётных документах сбитые самолёты, кроме отмеченных, отсутствуют) | Список воздушных побед И. Е. Фёдорова (Список воздушных побед лётчика составлен по материалам наградных листов и других личных документов, в оперативных и отчётных документах сбитые самолёты, кроме отмеченных, отсутствуют) |
| № п/п | Дата победы | Тип самолёта противника | Место победы | Тип своего самолёта |
| --- | --- | --- | --- | --- |
| 1 | 18.06.1937 | Ю-52 | Испания | И-16 |
| 2 | 21.08.1937 | Самолёт | Испания | И-16 |
| 3 | 22.09.1942 | Ю-88 | Бошарово | Як-7 |
| 4 | 23.09.1942 | Ю-88 | Бошарово | Як-7 |
| 5 | 26.09.1942 | Ю-88 | Бошарово | Як-7 |
| 6 | 26.09.1942 | Ме-109 | Бошарово | Як-7 |
| 7 | 27.09.1942 | Ю-88 | Ржев | Як-7 |
| 8 | 27.09.1942 | Ме-109 | Ржев | Як-7 |
| 9 | 25.04.1945 | ФВ-190 | юго-восточнее Пренцлау | Як-9 |
| 10 | 25.04.1945 | ФВ-190 | северо-западнее Битиков | Як-9 |

Также в период с августа по сентябрь 1942 г. на Калининском фронте лично сбил 1 Ме-109 и 1 До-215; с февраля по май 1944 г. на 1-м Белорусском фронте сбил 1 Ю-88 лично и 1 Ме-109 в группе (точные даты не установлены).
Всего сбитых самолётов — 13 + 1 
Боевых вылетов — 264.

## Память
- Памятная доска И. Е. Федорову на стене дома в ЖК «Город Набережных» в городе ХимкиВ Парке Победы Каменска-Шахтинского Герою установлена мемориальная доска[8].
- В 2007 году об И. Е. Фёдорове был снят полнометражный документальный фильм «Старик и небо» (режиссёр Михаил Масленников, сценарий Александра Анненского), который удостоился специального Диплома и Медали «Пётр I» за новизну раскрытия образов героев Великой Отечественной войны на Пятом Международном фестивале военного кино имени Ю. Н. Озерова. Премьера картины состоялась ко Дню Российской Армии в феврале 2008 года на телеканалах «Культура» и «РТР-Планета»[9].
- Иван Евграфович Фёдоров также стал прототипом главного героя книги Антона Кроткова «Воздушный штрафбат» (М. Русь-Олимп. 2010 год).
- В 2012 году в новом жилом комплексе «Город Набережных» в городе Химки Московской области в честь Ивана Фёдорова была названа улица. В мае 2015 года на доме в начале улицы была установлена памятная доска.

## Спорные моменты биографии Фёдорова

### Сверхсекретный супер-ас
В книге В. К. Шморгуна «Красный сокол. Сверхсекретный супер-ас истребительной авиации» (художественно-исторический роман) — М.: Голос-Пресс, 2005. — 256 с. / Тираж 1000 экз. ISBN 5-7117-0081-2 в Части 2. Глава 1, на стр. 58 пишется:
« В группу из четырёх тайных агентов, отплывающих на пароходе „Кооператив“, кроме Ивана Федорова, вошли Рычагов, Пумпур, Якушин.».
В наиболее полной монографии по участию советских летчиков-добровольцев в гражданской войне в Испании авторства Абросова «В небе Испании. 1936—1939 годы. О советских летчиках-истребителях, воевавших в Испании» (2003) написано следующее…
В Приложении 1 «Советские летчики-истребители, направленные в спецкомандировку в Испанию» читаем:
«Рычагов Павел Васильевич. В Испании с 20.10.36 по 6.02.37» стр. 342;
«Федоров Иван Евграфович. В Испании с 31.05.37 по 28.01.38» стр. 346;
«Якушин Михаил Нестерович. В Испании с 31.05.37 по 15.11.37» стр. 348.
В Приложении 3 «Летчики и авиационные советники, удостоенные за бои в Испании звания Героя Советского Союза» (стр. 351) читаем:
«Пумпур Пётр Иванович. В Испании с 09.36 по 11.05.37»
Таким образом, И. Е. Фёдоров с П. И. Пумпуром и П. В. Рычаговым в Испании даже не встречался.
После того, как Иван Евграфович попал в 1942 году на фронт, он за первые полтора месяца якобы сбил 18 немецких самолётов и уже в октябре 1942 года был назначен командиром 157-го истребительного авиаполка. Весну 1943 года он встретил уже командиром 273-й авиадивизии. А до этого, с лета 1942 до весны 1943 года, Иван Евграфович (одновременно с авиаполком) командовал группой из 64 летчиков-штрафников, созданной по личному распоряжению И. В. Сталина.
Также по словам Фёдорова, он якобы принимал участие в Корейской войне, а во всех военных конфликтах, в которых участвовал, одержал 134 воздушные победы.
Однако имеются свидетельства, что далеко не всё, сообщённое Фёдоровым, является истиной.
Например, в своём открытом письме Заслуженный лётчик-испытатель СССР, Герой Советского Союза, генерал-лейтенант авиации в отставке С. А. Микоян и Заслуженный лётчик-испытатель СССР, Герой Советского Союза, полковник в отставке А. А. Щербаков заявляют следующее:

По данным личного дела И. Е. Фёдорова в Испании он сбил два самолёта, а в Великой Отечественной войне совершил 114 боевых вылетов, провёл 15 воздушных боёв и сбил 11 самолётов лично и один в группе. Таранов самолётов противника он не совершал… А в корейской войне, о чём Фёдоров рассказывает, он вообще не участвовал и американские самолёты не сбивал.
Тем не менее Юрий Смирнов в «Крыльях Родины», № 7, 2000 писал:

В архивном личном деле № 8803 значится, что за время пребывания в Испании он «совершил 286 боевых вылетов, провёл 36 воздушных боёв, в которых показал исключительные образцы ведения воздушного боя. Сбил лично 11 самолётов противника и 13 в группе».

В характеристике на лётчика Федорова, составленной по месту прохождения службы ещё до войны, указывается высокий профессионализм и отличная техника пилотирования самолёта, но вместе с тем отмечено болезненное тщеславие, тяга к наградам, склонность к самовозвеличиванию. Была и совсем некрасивая история: Федоров, служивший инструктором в Качинском военном авиационном училище лётчиков, пришёл в одну из средних школ города Симферополя, и, объявив себя участником Челюскинской эпопеи, выступал перед школьниками с рассказом о своих подвигах и был принят в почётные пионеры. История дошла до начальства, Федоров отделался строгим выговором с занесением в личное дело.

### Барон Мюнгхаузен советских ВВС
В среде историков отечественной авиации Иван Евграфович Фёдоров снискал репутацию «Барона Мюнгхаузена советских ВВС». Разоблачение началось с мелочей. Иван Евграфович часто рассказывал выдуманную им историю о том, как Герман Геринг лично вручил ему рыцарский крест за блестящие полёты на немецких самолётах в Германии (Фёдоров был участником предвоенной командировки советских авиационных специалистов в эту страну). И всё бы хорошо, но знак в виде белой эмалированной свастики, который Фёдоров демонстрировал в доказательство своих слов, оказался значком прибалтийской националистической организации «Айзсарг». Примерно то же самое произошло с историей про некоего немецкого аса фон Берга, якобы лично сбитого Фёдоровым в воздушном бою. Фёдоров якобы стал обладателем личной сабли фон Берга и часто показывал её непосвящённым. На самом деле «сабля фон Берга» представляла собой наградной тесак, которыми в конце XIX века награждали служащих почтового ведомства. Лётчика же с такой фамилией в списках немецких асов нет.
Эта история в устах Фёдорова И. Е. имела и другой сюжет. Якобы этот меч и «рыцарский крест» он нашёл в лично им сбитом под Ржевом самолёте известного немецкого аса Эриха Хартманна. И что этот «рыцарский крест», как и «рыцарский крест» якобы врученный Г. Герингом в придуманной поездке в Германию, он позже прибил к подошве своего сапога и носил пока тот не стёрся. Осталось только уточнить, каким образом и на каком самолёте Э. Хартманн оказался в Тверской области, если в то время его JG52 базировалась на Северном Кавказе.
Заявляемое Фёдоровым число побед официального подтверждения не имеет. Существование в советских ВВС «полка штрафников» официального подтверждения не имеет (хотя не вызывает никаких сомнений существование штрафных авиаэскадрилий, данные о которых были рассекречены в 2004 году).

### Боевой королевский разворот
В 2009 году издал большую книгу о Фёдорове писатель Вячеслав Шалагинов, который относится с полным доверием ко всем рассказам своего героя. «Боевой королевский разворот»; Шалагинов, Вячеслав; Изд-во: М.: Голос-Пресс, 2009 г.; ISBN 978-5-7117-0486-9
Автор книги общался с Фёдоровым около двух лет (на момент знакомства с писателем лётчику было уже 92 года). Шалагинов не только фиксировал по памяти всё услышанное от Фёдорова, но и работал в Центральном архиве Министерства обороны РФ, где надеялся найти документы, подтверждающие сообщаемые его собеседником сведения. Некоторые факты в самом деле подтвердились, например — факт существования в 3-й воздушной армии штрафных эскадрилий. Это словосочетание употреблено, в частности, в приказе командующего 3-й воздушной армией генерал-майора Громова «О чрезвычайных происшествиях в 3 ВА и мероприятиях по их ликвидации» от 18 августа 1942 г. № 185.
В целом книга Шалагинова представляет собой смесь выписок из архивных документов военной поры и устных рассказов Фёдорова, некоторые из которых, вопреки установке публикатора, воспринимаются всё же как «военные байки».

## Награды
РФ
- Орден Почёта (Россия) (10.08.2004)

СССР
- Медаль «Золотая Звезда» Героя Советского Союза № 8303 (05.03.1948)
- Орден Ленина № 68028 (05.03.1948)
- Четыре ордена Красного Знамени (28.10.1937; 2.03.1938; 31.07.1948; 13.06.1952[13])
- Орден Александра Невского (16.12.1943)
- Четыре ордена Отечественной войны I степени (5.01.1943; 6.06.1945; 20.09.1947; 11.03.1985)
- Орден Отечественной войны II степени (14.10.1944)
- Орден Красной Звезды (30.04.1947[13])
  - Медали в том числе:
  - «За боевые заслуги» (03.11.1944[13])
  - «За оборону Ленинграда»
  - «За оборону Москвы»
  - «За Победу над Германией в Великой Отечественной войне 1941—1945 гг.» (1945)
  - «За взятие Кёнигсберга»
  - «За взятие Берлина»
  - «За освобождение Варшавы»
  - «Ветеран Вооружённых Сил СССР»

Приказы (благодарности) Верховного Главнокомандующего в которых отмечен И. Е. Фёдоров
- За овладение областным и крупным промышленным центром Белоруссии городом Гомель — важным узлом железных дорог и мощным опорным пунктом обороны немцев на полесском направлении. 26 ноября 1943 года. № 46.